# Ієронім Фейхт
Ієронім Фейхт (пол. Hieronim Feicht, 22 вересня 1894 — 31 березня 1967) — польський музикознавець, дослідник давньої польської музики.

## Біографія
Народився в Моґільно. Навчався у Львові у Мечислава Солтиса грі на органі, в Кракові у Болеслава Валлек-Валлевского композиції і контрапункт. Паралельно вивчав богослов'я в Інституті місіонерської теології в Кракові (1914—1918). У 1925 році він отримав ступінь доктора за роботу «Релігійні композиції Варфоломя Пенкеля». У 1920-х роках вивчав у Фрайбурзі григоріанський хорал у П. Вагнера.
З 1925 року викладав у Львові, в 1930-32 — в Державній вищій музичній школі у Варшаві. Після декількох років роботи в ньому пішов зі школи разом з Каролем Шимановським на знак протесту проти інтриг реакційних кіл. У 1935-39 працював у Краківській консерваторії, з 1946 року був завідувачем кафедрою музикознавства Вроцлавського університету й одночасно ректором Державної вищої музичної школи, куди знову повернувся в 1948 році до 1952 року.
З 1949 року готував до друку твори старовинної польської музики серії «Antiquitates musicae in Polonia» (1963—1970). Після смерті свого друга Адольфа Хибінського в 1952 році став головним редактором видавництва «Старовинна польська музика». З 1952 року до кінця життя був професором і керівником кафедри історії польської музики Інституту музикознавства Варшавського університету.

## Праці
- Поліфронія ренесансу (Polifonia renesansu, 1957)
- Музика в епоху польського бароко (Muzyka w okresie polskiego baroku, 1958)
- Богородиця (Bogurodzica, 1962)
- Літургійна музика польського середньовіччя (Muzyka liturgiczna w polskim średniowieczu, 1965)
- Розвиток пісні в польському середньовіччі (Rozwój pieśni w polskim średniowieczu, 1965)

Під редакцією Фейхта опубліковані твори польських поліфоністов, антологія «Muzyka Staropolska» (1966). Писав популярні статті для енциклопедій і газет. Фейхт також складав музику: меси та інші твори для чоловічого хору, в тому числі на слова К. Тетмайера, а також органні прелюдії, в тому числі на теми церковних пісень, які були видані в 1937 році.